# Austen (motormerk)
Austen is een historisch Brits merk van motorfietsen.
De bedrijfsnaam was: Austen Cycle Co., London.
Rijwielfabrikant Austen begon in 1903 met de productie van motorfietsen, zoals te doen gebruikelijk met Belgische inbouwmotoren (in het Verenigd Koninkrijk stond de motorindustrie nog in de kinderschoenen). Austin gebruikte 2¼pk-Kelecom-Antoine-motoren, die in een loop frame werden gemonteerd. De meeste machines hadden directe riemaandrijving, maar er waren ook modellen met een soort van chain-cum-belt drive, zonder versnellingsbak maar met een korte ketting die vanaf de krukas een extra as aandreef vanwaar de riemaandrijving naar het achterwiel ging.
In 1906 werd de productie beëindigd.